# Черты из жизни Пепко
«Черты из жизни Пепко» — роман русского писателя Дмитрия Мамина-Сибиряка, опубликованный в 1894 году.

## История создания и публикации
Роман «Черты из жизни Пепко» публиковался частями в журнале «Русское богатство», в его первых десяти номерах за 1894 год.
В основу роман лёг личный опыт Мамина-Сибиряка, а именно период начала его литературной и журналистской деятельности. История главного героя репортёра Василия Попова, работающего в «Нашей газете», даже в деталях совпадает с обстоятельствами из жизни автора в период его работы в петербургской газете «Русский мир», а также при первых публикациях своих произведений. Эти обстоятельства подтверждаются различными документами, в том числе и его собственными письмами 1870-х годов. К ним, в частности, относится история с его романом «В водовороте страстей» в «Журнале русских и переводных романов и путешествий», издатель которого потом напечатал его отдельным изданием без ведома автора.
При жизни писателя «Черты из жизни Пепко» переиздавались ещё трижды: в 1895, 1901 и 1909 годах. При первой публикации произведения использовался позаголовок «Очерки», который при последующих изданиях был заменён на «Роман». Кроме того, при издании в «Русском богатстве» использовалось деление романа на части с собственными главами, которое впоследствии было удалено. Части носили названия: «Верёвочка», «Федосьины покровы», «Дела и дни», «Мы делаем сезоны», «Первый блин», «Обман» и «Конец».

## Критика
Выход романа вызвал множество откликов в прессе. Критики были едины в своих похвалах яркому и колоритному языку повествования, но в отношении содержания их мнения разошлись. В то время, когда роман ещё не был полностью опубликован, в журнале «Русская мысль» появилась рецензия, автор которой отмечал необычный для русской литературы выбор темы:
Г. Мамин выбрал одну из тем, к сожалению, не особенно часто разрабатываемых нашей беллетристикой, — жизнь нашей учащейся молодёжи и начинающих литераторов, жизнь той интеллигентной голытьбы-богемы, из которой выходят впоследствии и деятели на разных поприщах общественной жизни... Это совсем особый, только русской жизни свойственный тип, изображение которого — дело нелёгкое. Нам думается, что г. Мамину удалось схватить некоторые, по крайней мере, внешние черты этого типа, его, так сказать, прирождённое благородство, необычную способность к самоотречению и самограничению... Эта богема вечно голодает и вечно, сама того не замечая, совершает поистине героические дела любви и самоотвержения ради друга своего.
После выхода последней части романа в том же журнале появился ещё один отзыв, в котором осуждалось то, что автор изобразил своих героев одиночками, положение нетипичное, по мнению автора рецензии, для интеллигентской среды 1870-х годов. Признавалась, однако, актуальность общественной проблематики романа.
В газете «Русские ведомости» «Черты из жизни Пепко» также удостоились похвалы как роман, созданный талантливым писателем. Отмечалась реалистичность его героев без излишнего сгущения красок при описании их неудач.